# Shattered (chanson)
Singles de The Rolling Stones
Beast of Burden
(1978) Emotional Rescue
(1980)
Pistes de Some Girls
Beast of Burden
(9) Claudine (réédition seulement)
(1)
Shattered est une chanson de rock britannique The Rolling Stones parue d'abord le 9 juin 1978 sur l'album Some Girls, puis le 29 novembre 1978 en single aux Etats-Unis.
Ecrite par Mick Jagger et Keith Richards, la chanson est un reflet des modes de vie et de la vie américains à New York dans les années 1970, mais on peut également entendre des influences du mouvement punk rock anglais.
La chanson Everything Is Turning to Gold présente en face B du single a été co-écrite avec Ronnie Wood, qui a contribué aux paroles inspirées par la naissance de son fils,.

## Historique
La chanson est enregistrée entre le 10 octobre et le 21 décembre 1977 et du 5 janvier au 2 mars 1978 aux studios Pathé-Marconi à Boulogne-Billancourt près de Paris. La chanson est produite par The Glimmer Twins (un pseudonyme utilisé par Jagger et Richards). L'ingénieur du son chargé des sessions est Chris Kimsey.
Shattered présente des paroles chantées en Sprechgesang par Mick Jagger sur un riff de guitare de Keith Richards. Jagger a déclaré dans une interview à Rolling Stone qu'il avait écrit les paroles à l'arrière d'un taxi new-yorkais. La plupart du travail de guitare de Richards est un motif rythmique de base jouant les accords toniques et dominants alternés avec chaque mesure, utilisant un effet sonore de phaser relativement modeste pour une profondeur supplémentaire. La basse est exceptionnellement tenue par le guitariste Ronnie Wood en l'absence ponctuelle du bassiste Bill Wyman.

## Parution et réception
Shattered est sorti en single aux États-Unis avec la pochette réalisée par l'illustrateur Hubert Kretzschmar. Il se classe à la 31e place du Billboard Hot 100 en 1979. Le single comporte en face B la chanson Everything Is Turning to Gold inédite en album. Les Rolling Stones ont interprété la chanson en direct lors d'une émission du Saturday Night Live.
Billboard a déclaré que « le fond lourd et ... la voix frénétique traduisent l'énergie névrotique de New York en musique ».
Une version live a été enregistrée lors de la tournée américaine de 1981 et publiée sur l'album live Still Life en 1982. Une deuxième version, enregistrée lors de leur tournée A Bigger Bang, apparaît sur Shine a Light en 2008. La chanson est incluse comme piste d'ouverture de la compilation Sucking in the Seventies. Shattered est également présente sur les compilations anniversaires Forty Licks (2002) et GRRR! (2012).
Dans la version magazine de Some Girls, Shattered a été éditée pour une durée de 2:45 minutes, avec une intro raccourcie et une pause guitare. Une version instrumentale circule parmi les collectionneurs.

## Personnel
Crédités:
- Mick Jagger: chant, chœurs
- Ron Wood: guitare électrique, pedel steel guitar, basse, batterie, chœurs
- Keith Richards: guitare électrique, chœurs
- Charlie Watts: batterie
- Simon Kirke: congas
- Ian Stewart: piano
- Ian McLagan: orgue

## Classements
| Classement (1979)             | meilleure position |
| ----------------------------- | ------------------ |
| États-Unis Billboard Hot 100. | 31                 |

## Héritage
Lors d'une collecte de fonds en 2013, Eddie Vedder jouait de la guitare tandis que Jeanne Tripplehorn chantait Shattered dont son interprétation faisait penser à Julie Andrews.Le titre du livre Can't Give It Away on Seventh Avenue: The Rolling Stones and New York City sorti en juin 1979 vient d'un vers de la chanson.